# Botella al mar
Botella al mar es el segundo álbum de la banda Ella es tan cargosa publicado en 2009. 

## Detalles
«Botella al mar» fue grabado entre marzo y abril de 2009 en los Estudios Panda y Matadero Records de la ciudad de Buenos Aires. La producción estuvo a cargo de Germán Wiedemer.
El álbum cuenta con 14 canciones y el aporte de varios músicos invitados, como el grupo Los Tipitos y la sección de vientos de la banda uruguaya No Te Va Gustar. A diferencia de su primer disco, el rock casi no tiene lugar, dejando en primer plano al pop.
El videoclip del tercer sencillo, «Resurrección», fue rodado el 28 de marzo de 2010 en la ciudad de Rosario, en la zona de La Florida. Fue dirigido por el realizador Sebastián Dietch y protagonizado por el actor y conductor televisivo Diego Alonso. Además, contó con las actuaciones de tres conocidos jugadores de fútbol de la ciudad: Pablo "Vitamina" Sánchez y Horacio "Petaco" Carbonari, de parte de Rosario Central, y Fabián Basualdo por el lado de Newell's Old Boys.

## Listado de canciones
| N.º | Título                        | Duración |  |
| 1.  | «Botella al mar»              | 4:05     |  |
| 2.  | «Libro de quejas»             | 2:28     |  |
| 3.  | «Fui»                         | 3:40     |  |
| 4.  | «Por entre los techos»        | 3:24     |  |
| 5.  | «Exequias»                    | 3:54     |  |
| 6.  | «Resurrección»                | 3:37     |  |
| 7.  | «Las luces»                   | 2:57     |  |
| 8.  | «Giras»                       | 3:45     |  |
| 9.  | «Making of de Canción Beatle» | 2:57     |  |
| 10. | «Defensas bajas»              | 3:26     |  |
| 11. | «Haciendo eses»               | 3:33     |  |
| 12. | «Sol»                         | 3:04     |  |
| 13. | «Argentinas»                  | 3:45     |  |
| 14. | «Secreto lado B»              | 3:02     |  |

## Sencillos
- «Fui»
- «Botella al mar»
- «Resurrección»
- «Por entre los techos»

## Créditos

### Ella es tan cargosa
- Rodrigo Manigot - voz y coros.
- Mariano Manigot - guitarra y coros.
- Ildo Baccega - guitarra y coros.
- Pablo Rojas - batería y coros.
- Maximiliano Chercover - bajo y coros.[3]